# Garza Blanca
Garza Blanca är en ort i Mexiko.   Den ligger i kommunen Isla och delstaten Veracruz, i den sydöstra delen av landet, 400 km öster om huvudstaden Mexico City. Garza Blanca ligger 27 meter över havet och antalet invånare är 204.
Terrängen runt Garza Blanca är platt. Runt Garza Blanca är det ganska tätbefolkat, med 52 invånare per kvadratkilometer. Närmaste större samhälle är Tesechoacan, 10,2 km nordväst om Garza Blanca. Trakten runt Garza Blanca består till största delen av jordbruksmark.